# Cas latiu
El cas latiu és un cas gramatical que indica "moviment cap a" algun lloc (noció que en altres llengües com el català s'expressa amb les preposicions a i cap a). Es troba a les llengües uralianes i alguns idiomes parlats al nord del Caucas (la seva adscripció a una família lingüística o una altra és discutida), on pot assumir més matisos semàntics (com fer una acció cap a o en benefici d'algú).
Algunes llengües antigues distingien entre cas ilatiu, alatiu i elatiu segons la posició exacta de l'objecte o ésser en moviment però la tendència evolutiva és simplificar la flexió, per això en idiomes com el finès només presenta un morfema -s i no en totes les paraules variables (especialment als adverbis de lloc).
En finès, l'antic cas latiu és obsolet i només esta fossilitzat en alguns adverbis de moviment com: alas ~"avall", ylös ~"amunt", ulos ~"enfora", kauas/kauemmas ~"allunyant-se", pois ~"apartant-se", o rannemmas "acostant-se a la riba". La terminació de latiu usualment és -s (procedent del proto-uràlic). En finès modern aquest cas ha estat subsituït per un sistema més complex de casos locatius i el sufix -s ha convergit amb altres sufixos per acabar formant part de les terminacions dels moderns casos inessiu (-ssa/ssä), elatiu (-sta/stä), il·latiu (-VVn/-VhVn/-sVVn) i translatiu (-ksi).